# Kugelmühle Teufelsgraben

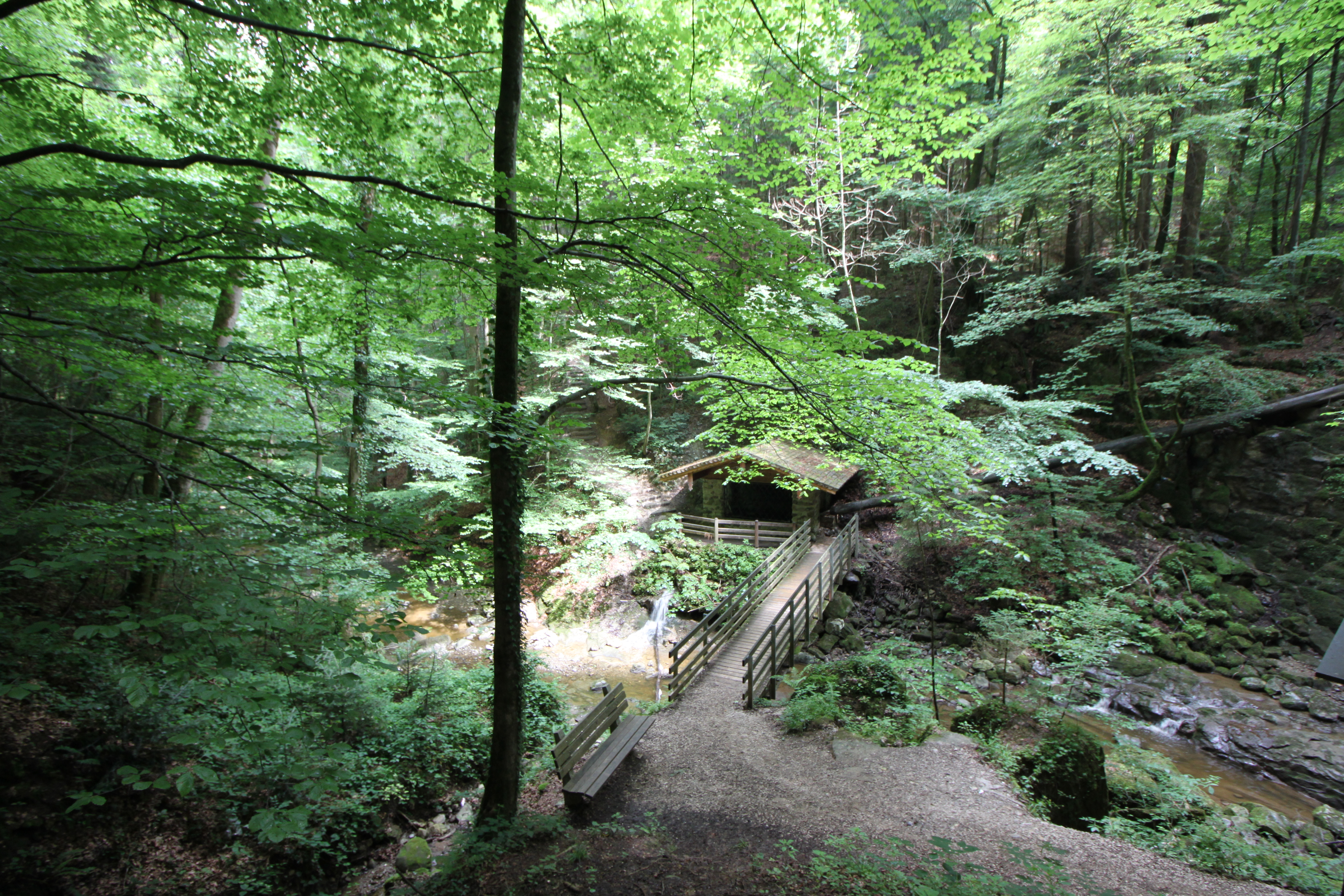
Kugelmühle im Teufelsgraben

Die Kugelmühle Teufelsgraben steht im Teufelsgraben in der Gemeinde Seeham im Bezirk Salzburg-Umgebung im Land Salzburg. Die Steinmühle beim Wildkarwasserfall ist ein Freilichtmuseum.

## Geschichte
Am Bach des Teufelsgraben standen wohl bis 1806 zahlreiche Kugelmühlen. Die Steinkugeln wurden zumeist zum Zwecke als Ballast für Schiffe und als Geschoße für eine Armbrust bis zur Kanone produziert.
Die heutige Kugelmühle wurde am Standort einer ehemaligen Mühle auf Initiative des Grundeigentümers Hermann Rosenstatter senior im Jahre 1983 neu errichtet. Das Mühlengebäude unter einem Satteldach hat an der Hauptfront eine große vergitterte Öffnung für den Einblick.